# Dimalianella
Dimalianella là một chi bọ cánh cứng trong họ Chrysomelidae.
Chi này được Laboissiere miêu tả khoa học năm 1940.

## Các loài
Các loài trong chi này gồm:
- Dimalianella africana (Laboissiere, 1926)
- Dimalianella kolleri (Laboissiere, 1926)
- Dimalianella megalophtalma (Laboissiere, 1926)
- Dimalianella rugicollis (Laboissiere, 1929)
- Dimalianella rugulipennis (Laboissiere, 1926)
- Dimalianella testacea (Laboissiere, 1926)
- Dimalianella violaceipennis (Laboissiere, 1940)